# Autoroute 973
L'autoroute 973 (A-973), aussi connue sous le nom d'autoroute Laurentienne, est une autoroute urbaine québécoise desservant la ville de Québec. D'une longueur de seulement 4 kilomètres, elle relie le centre-ville de Québec à l'A-40, après quoi elle continue vers le nord en tant qu'A-73.

## Description
Un premier segment du boulevard Laurentien est construit en 1956 entre la rue Dorchester et le boulevard Wilfrid-Hamel. Cependant, les voies rapides entre ces deux points n'existent que dans la direction sud ; la circulation en direction nord se fait par les voies urbaines parallèles à l'autoroute. L'élargissement de l'autoroute dans les deux directions est planifié dès 1975, mais n'est réalisé qu'en 1983. 
Le deuxième segment, au nord du boulevard Wilfrid-Hamel, atteint Notre-Dame-des-Laurentides en 1963. La route sera ensuite prolongée jusqu'à Stoneham-et-Tewkesbury en 1994. Lorsque le boulevard obtiendra le statut d'autoroute en 1983, il obtiendra deux numérotations différentes. Au sud de l'A-40, l'autoroute Laurentienne prend la numérotation de 973. Au nord, elle est l'A-73 jusqu'à la route 175. Sa section la plus achalandée se situe entre la rue Soumande et son extrémité nord avec un DJMA de 67 000 véhicules.
Elle est actuellement l'autoroute québécoise ayant le numéro le plus élevé.

## Futur
En janvier 2020, le gouvernement du Québec présente une nouvelle version du projet de troisième lien entre Québec et Lévis. Le projet de tunnel, initialement prévu pour être construit dans la continuité de l’A-40 et devait se connecter à l’A-20 tout en passant sous l’Île d’Orléans. Toutefois, François Bonnardel, le ministre des transports, propose un tracé qui relirait le quartier St-Roch et l’arrondissement Desjardins de Lévis, toujours via un tunnel dans la continuité de l’A-973. Ce projet impliquerait l’installation d’un trambus comportant sept stations. Ce réseau de transport collectif inter-rives permettrait un échange avec le tramway de Québec,.

## Listes des sorties
| Municipalité                              | Arrondissement                       | km   | Sortie | Destinations                                                                                  | Notes |
| ----------------------------------------- | ------------------------------------ | ---- | ------ | --------------------------------------------------------------------------------------------- | --- |
| Québec                                    | La Cité-Limoilou                     | 0,00 | —      | R-175 sud (Rue Dorchester)                                                                    | Terminus sud du multiplex avec la R-175; la R-175 continue vers le sud; intersection à niveau |
| Québec                                    | La Cité-Limoilou                     | 0,00 | —      | Rue de la Croix-Rouge / 4e Rue / Pont Drouin / Rue du Cardinal-Maurice-Roy                    | Terminus sud du multiplex avec la R-175; la R-175 continue vers le sud; intersection à niveau |
| Québec                                    | La Cité-Limoilou                     | 0,50 | 2      | Rue Lee / Rue du Cardinal-Maurice-Roy                                                         | Rue Lee indiqué en direction nord seulement |
| Québec                                    | Limite La Cité-Limoilou–Les Rivières | 0,80 | 3      | Rue Bourdages                                                                                 | Direction sud seulement |
| Québec                                    | Limite La Cité-Limoilou–Les Rivières | 1,40 | 4      | R-138 (Boulevard Wilfrid-Hamel)                                                               | Indiqué sortie 4-E (est) et 4-O (ouest) en direction sud |
| Québec                                    | Limite La Cité-Limoilou–Les Rivières | 2,00 | 5      | Rue Soumande                                                                                  | |
| Québec                                    | Limite La Cité-Limoilou–Les Rivières | 2,40 | 6      | Boulevard des Cèdres                                                                          | Direction nord seulement |
| Québec                                    | Limite La Cité-Limoilou–Les Rivières | 3,40 | 7      | A-40 / A-73 sud – Montréal, Pont Pierre-Laporte, Aéroport Jean-Lesage, Sainte-Anne-de-Beaupré | Terminus nord du multiplex avec la R-175; indiqué sortie 7-E (est) et 7-O (ouest); sortie 313 de l'A-40 / A-73 nord; sortie 148 de l'A-73 sud; la route continue vers le nord comme A-73 / R-175 |
| Québec                                    | Limite Les Rivières–Charlesbourg     | 3,40 | —      | A-73 nord / R-175 nord – Saguenay                                                             | Terminus nord du multiplex avec la R-175; indiqué sortie 7-E (est) et 7-O (ouest); sortie 313 de l'A-40 / A-73 nord; sortie 148 de l'A-73 sud; la route continue vers le nord comme A-73 / R-175 |
| - Terminus de multiplex - Accès incomplet |                                      |      |        |                                                                                               | |